# Sinŭiju
Sinŭiju (kor. 신의주) – miasto w północno-zachodniej Korei Północnej, przy granicy z Chinami, nad rzeką Amnok (chińskie Jalu), w pobliżu jej ujścia do Zatoki Zachodniokoreańskiej (Morze Żółte). Stolica Specjalnego Regionu Administracyjnego Sinŭiju. Około 359 tys. mieszkańców.
Rozwinięty przemysł włókienniczy, spożywczy, chemiczny, papierniczy, maszynowy, budowlany. W mieście znajduje się port rzeczny i lotniczy.